# Prêmio Fritz Leonhardt
O Prêmio Fritz Leonhardt (em alemão:  Fritz-Leonhardt-Preis) é um prêmio para engenheiros civil concedido desde 1999 a cada três anos pela Ingenieurkammer Baden-Württemberg (INGBW) com suporte da Verband Beratender Ingenieure (VBI). É denominado em memória de Fritz Leonhardt.
No início foi dotado com 35.000 DM, e depois com 10.000 Euro.

## Recipientes
- 1999 Michel Virlogeux (projeto da Ponte da Normandia)
- 2002 Jörg Schlaich
- 2005 René Walther
- 2009 William Frazier Baker (foi dentre outros engenheiro chefe do Burj Khalifa)
- 2012 Alfred Pauser
- 2015 Werner Sobek
- 2018 Jürg Conzett